# Aethes angustana
Aethes angustana es una especie de polilla del género Aethes, categorizada en la tribu Cochylini, de la subfamilia Tortricinae.

## Distribución
Se distribuye por Estados Unidos.

## Taxonomía
Fue descrita por Clemens en 1860 y publicada en Proc. Acad. Nat. Sci. Philad. 12: 354.